# غافين سكيلتون
غافين سكيلتون (بالإنجليزية: Gavin Skelton)‏ هو مدرب كرة قدم ولاعب كرة قدم بريطاني في مركز الوسط، ولد في 27 مارس 1981 في كارلايل في المملكة المتحدة. لعب مع كوين أوف ساوث ونادي بارو ونادي كارلايل يونايتد ونادي كيلمارنوك ونادي ووركينغتون وهاميلتون أكاديميكال.

## وصلات خارجية
- غافين سكيلتون على موقع قاعدة بيانات كرة القدم.إي يو (الإنجليزية)
- غافين سكيلتون على موقع Soccerbase.com (لاعب) (الإنجليزية)